# Estaminet Refined Lager
Estaminet Refined Lager (tot 2020: Estaminet Premium Pils) is een Belgisch bier van Brouwerij Palm te Steenhuffel. Het bier werd voor het eerst gebrouwen in 2008. Sinds 2014 vindt het brouwen plaats bij brouwerij De Hoorn, onderdeel van Palm.

## Herkomst van de naam
In Vlaanderen werden stamcafés vroeger "staminees" genoemd. Deze term komt van "estaminet", een Belgisch (zowel Vlaams als Waals) woord, dat ook in Noord-Frankrijk ingeburgerd is. Volgens de brouwerij Palm zochten tijdens de Spaanse bezetting in de 16de eeuw onder Fernando Álvarez de Toledo, de hertog van Alva, de soldaten ontspanning in herbergen waar het aangenaam was en meisjes zorgden voor vermaak. De term "estaminet" zou dan van het Spaanse "¿esta minetta?" ("zijn er meisjes?") komen. Deze mythe werd in de jaren 1960 door schrijver Louis Paul Boon de wereld ingestuurd via een cursiefje in het dagblad Vooruit. 

## Het bier
Estaminet Refined Lager is een pils met een alcoholpercentage van 5,2%. 

## Prijzen
- 2011    Goud, International Brewing Awards[2]
- 2012    Brons, Brussels Beer Challenge in de categorie Lager: Bohemian-Style Pilsner[3]
- 2013    Goud, Brussels Beer Challenge[4]
- 2014    Zilver, World Beer Awards[5]
- 2015    Europe's Best Pilsner, World Beer Awards[6]
- 2015    Certificate of Excellence, Brussels Beer Challenge[7]
- 2015    Winnaar, Hong Kong International Beer Awards
- 2016    Zilver, International Beer Challenge[8]
- 2016    Belgiums Best, World Beer Awards[9]
- 2017    Certificate of Excellence, Brussels Beer Challenge[10]